# قرم بحري
القرم البحري أو المانجروف الأبيض أو المانجروف الرمادي (الاسم العلمي: Avicennia marina، ويُنطق أفيسينا مارينا)، هو نبات ينتمي إلى الفصيلة الأقنتية من جنس القرم. ينمو القرم البحري في مناطق المد الساحلية.

## معرض صور

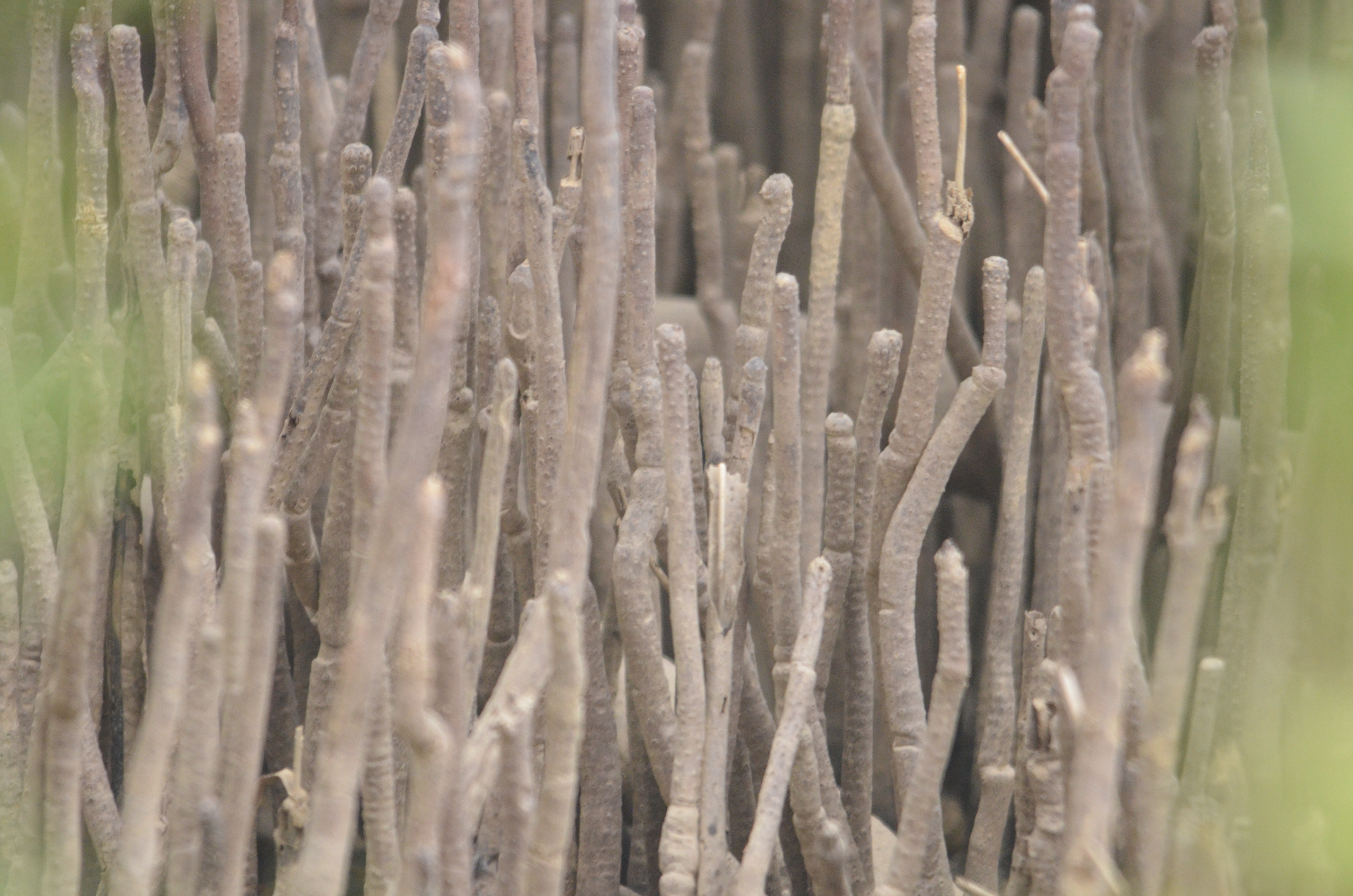
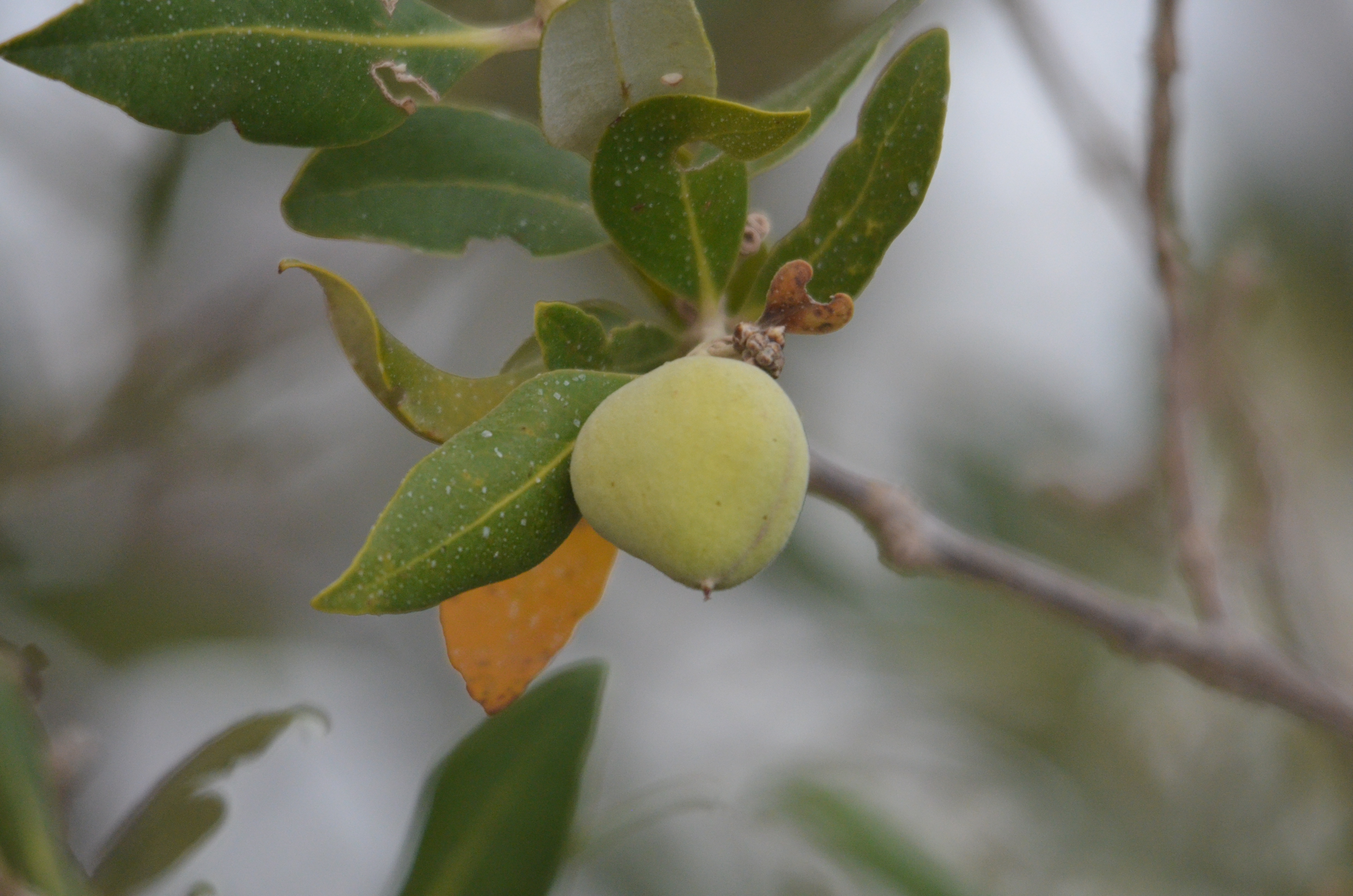
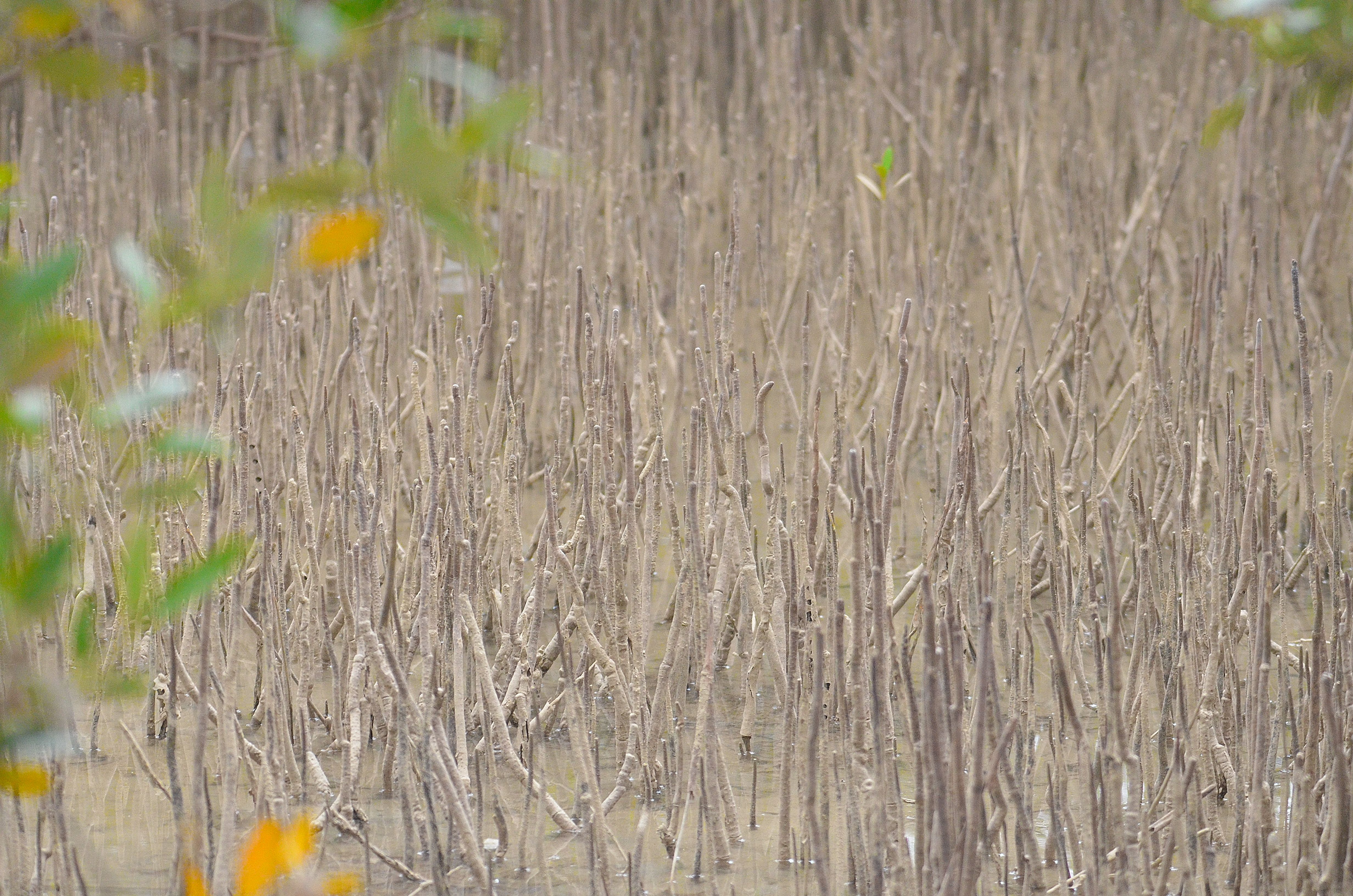